# Broicher Hof

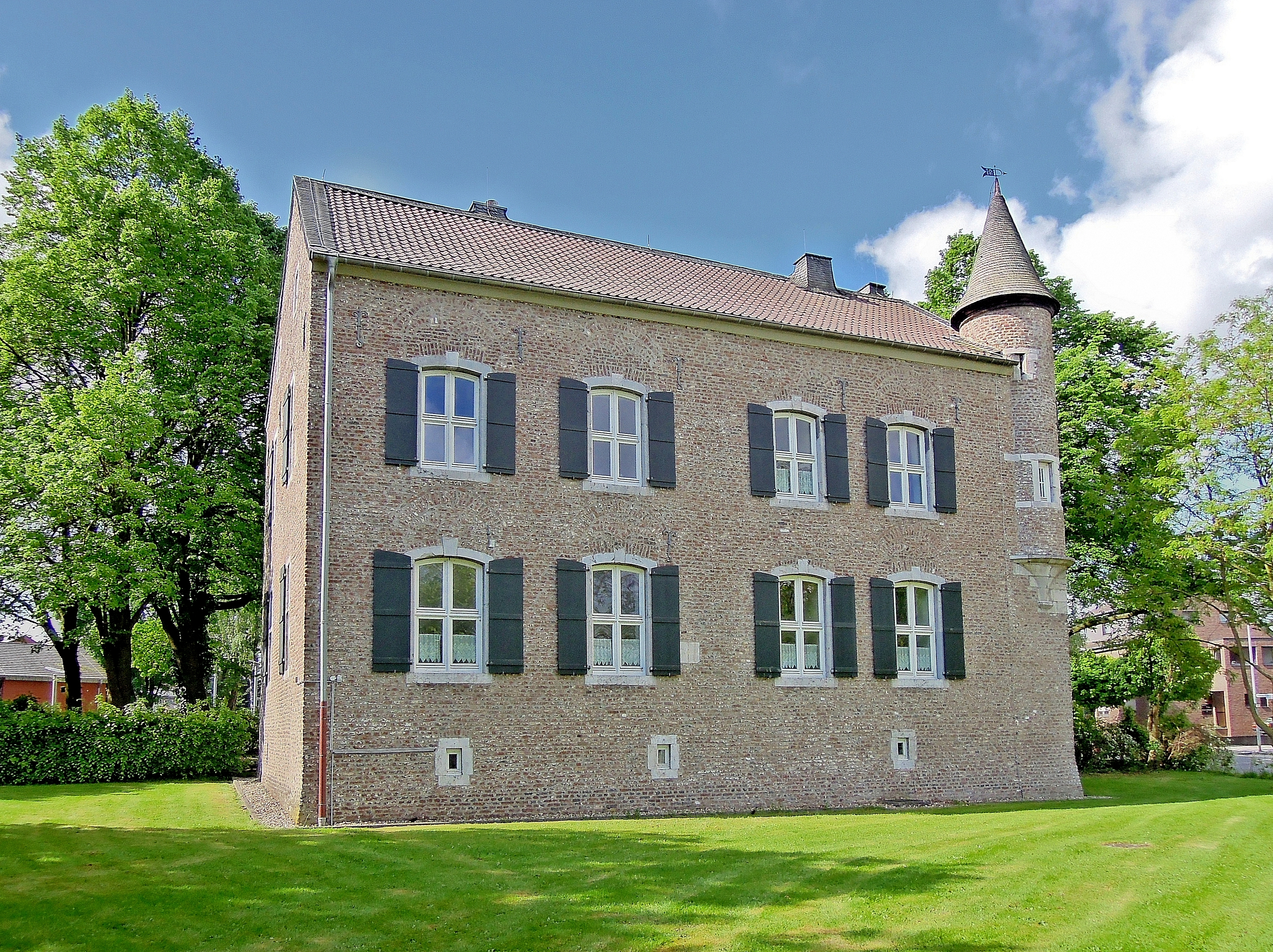
Broicher Hof

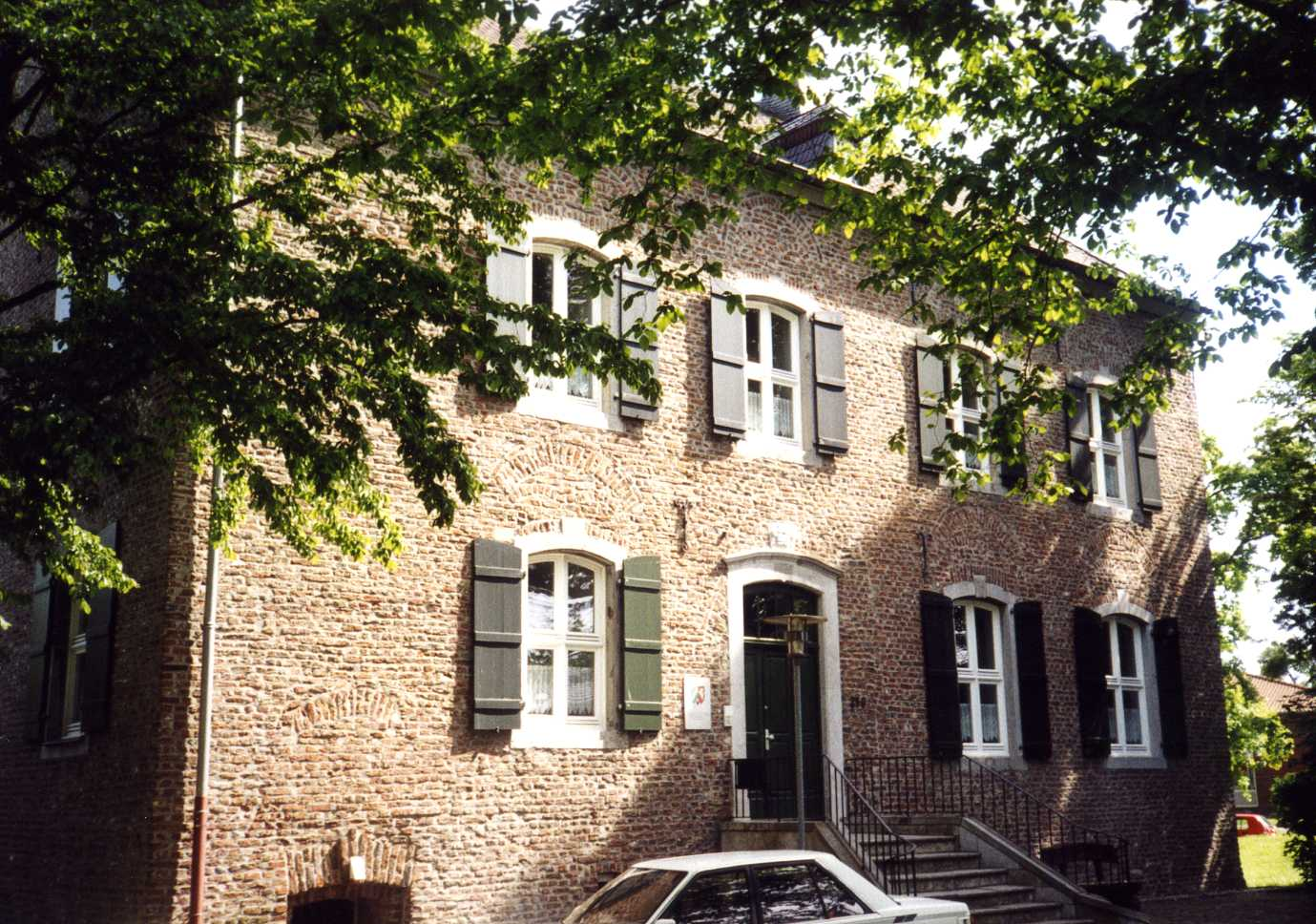
Seitenansicht mit Haupteingang

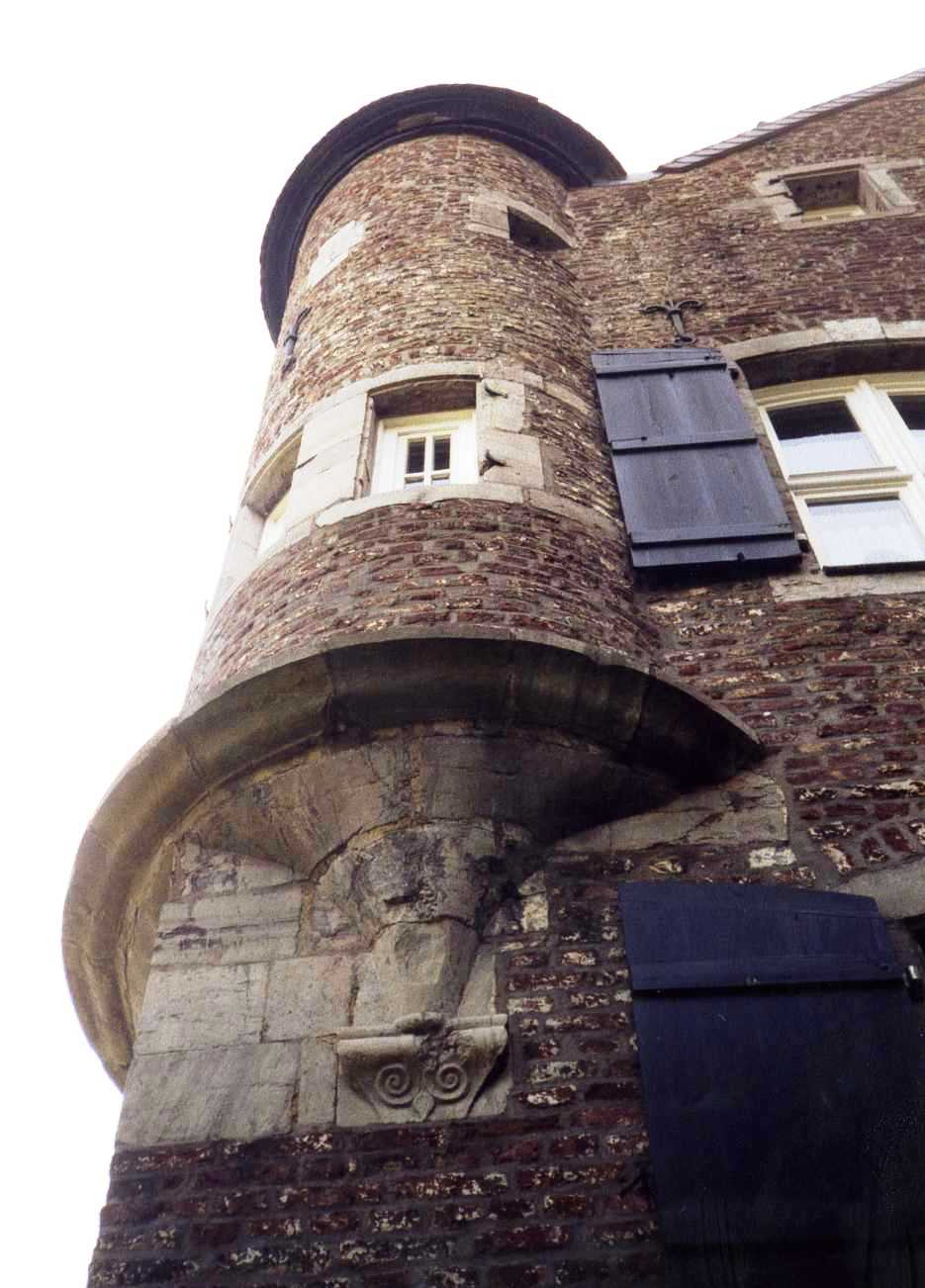
Ecktürmchen

Der Broicher Hof ist ein ehemaliger Rittersitz im Eschweiler Stadtteil Dürwiß, der jahrhundertelang im Besitz der Familie von Broich  war. 1434 wird erstmals die Familie von Broich als Besitzer des Hofes genannt, der zuvor (teilweise auch heute noch) der 'Dürwisser Hof' genannt wurde oder 'Der Hofe zu Wyß' oder 'Duyrewyß'. Der Name 'Dürwiß' ist wahrscheinlich abstammend von Dornenwiese.
Die Familie von Broich ist ein rheinisches Ur-Adelsgeschlecht mit vielen Besitztümern in der Region und immer wieder hohen Ämtern in und um Aachen und Jülich.

## Besitzer
Im Jahre 1434 wird Adam von Broich mit der Vogtei zu Broich (Broichweiden) und verschiedenen Gütern belehnt, nämlich zu Pattern (bei Aldenhoven), zu Wyß (Dürwiß), zu Roide (Röhe) und zu Vrankenhoven. Der Hof zu „Wyß“ kam aus dem Besitz seiner Mutter, der Schwester des Johann von Werth (Johan van Werde gen. Wyß), der noch 1449 als Hofbesitzer genannt wird aber um 1450 beerbt wird von seinen Neffen Adam und Wilhelm von Broich und deren Stiefbruder Simon von Bergrath, dem Sohn des 1402 mit dem Dürwisser Gut belehnten Reinhard von Bergrath, Stiefvater der Gebrüder von Broich.
Der kinderlose Johann van Werde gen. Wyß (er besaß auch einen Hof zu Werth südlich von Eschweiler) gehörte nach Ausweis seines Wappens zur gleichen Familie wie die von Wyß gen. Schobbendorp, Besitzer des später Drimborner Hof genannten Gutes gegenüber vom Broicher Hof in Dürwiß.

## Hof
Das Herrenhaus mit Ecktürmchen ist heute das einzig noch verbliebene Gebäude des ehemaligen Hofes. Bis zum Zweiten Weltkrieg gehörte dazu noch ein Hof mit Wirtschaftsgebäuden, die an das Herrenhaus anschlossen. Im Zweiten Weltkrieg wurde das Herrenhaus stark beschädigt, die Wirtschaftsgebäude gänzlich zerstört.
Der Dürwisser Hof (Broicher Hof) gehörte im 15. Jahrhundert zu den Lehnshöfen der Aldenhovener Mannkammer.
Am 11. August 1677 kam es, einer Anwaltsvollmacht zufolge, zu einer Teilung der broichschen Besitztümer. Dem älteren Sohn Maximilian von Broich wurde der Hofe zu Wyß zugesprochen. Der letzte Lehnsträger des Broicher Hofes war der kurfürstlich kölnische Kammerherr Carl Phillipp Freiherr von Broich.
Spätere Besitzer: Stürtz, Delhougne und seit 1890 Frau Witwe Heinrich Schmitz, Eheleute Josef Kerres (1927), 1941 die BIAG Zukunft und im selben Jahr weiterverkauft an den Landwirt Bohr.
Nach dem Zweiten Weltkrieg waren die Beschädigungen so stark, dass eine Weiternutzung des Hofes als Wirtschaftshof unmöglich war. 1951 erwarb die Gemeinde Dürwiß die Ruine, die mit Hilfe des Landes wieder aufgebaut wurde.
Auf dem umliegenden Land des Hofes wurden später noch ein Kindergarten und einige Wohnhäuser gebaut. Im Hof selber wurden zunächst Wohnungen eingerichtet; später bezog die Arbeiterwohlfahrt das Haus und bis Anfang 2008 befand sich in dem Gebäude das Forstamt Eschweiler.

## Wappen

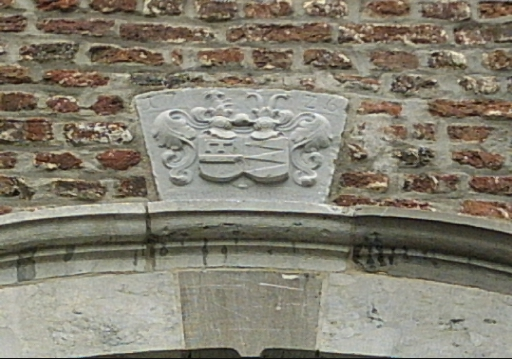
Wappenstein von 1727

Das Wappen, das heute über der Eingangstür des Broicher Hofs zu sehen ist, stellt das Allianzwappen von Johann Werner von Broich (bei Jülich) und seiner  Ehefrau Richmund Anna Margarethe von Siegen zu Sechtem und zu Broich bei Jülich dar. Der Balken in der Schildmitte des Wappens derer von Broich ist heute noch im Gemeindewappen der Gemeinde Dürwiß zu sehen. Dieser Wappenstein war bis 1944 über dem Portal der im Krieg völlig zerstörten alten Pfarrkirche eingemauert, die ursprünglich die Familienkapelle derer von Broich war.
Die linke Hälfte ist das Wappen derer von Broich (in der Schildmitte ist der Balken zu sehen, der heute noch im Gemeindewappen zu sehen ist). Darüber ein dreizackiger Turnierkragen, dann der Helm mit Krone und zuletzt ein Bockkopf mit Halsband.
Das Dürwisser Gemeindewappen zeigt drei Rosen (zwei oben, eine unten), die Rosen stammen aus dem Wappen der Familie zu Drimborn (Drimbornshof) und in der Schildmitte den Querbalken aus dem Wappen derer von Broich.